# René Schweizer

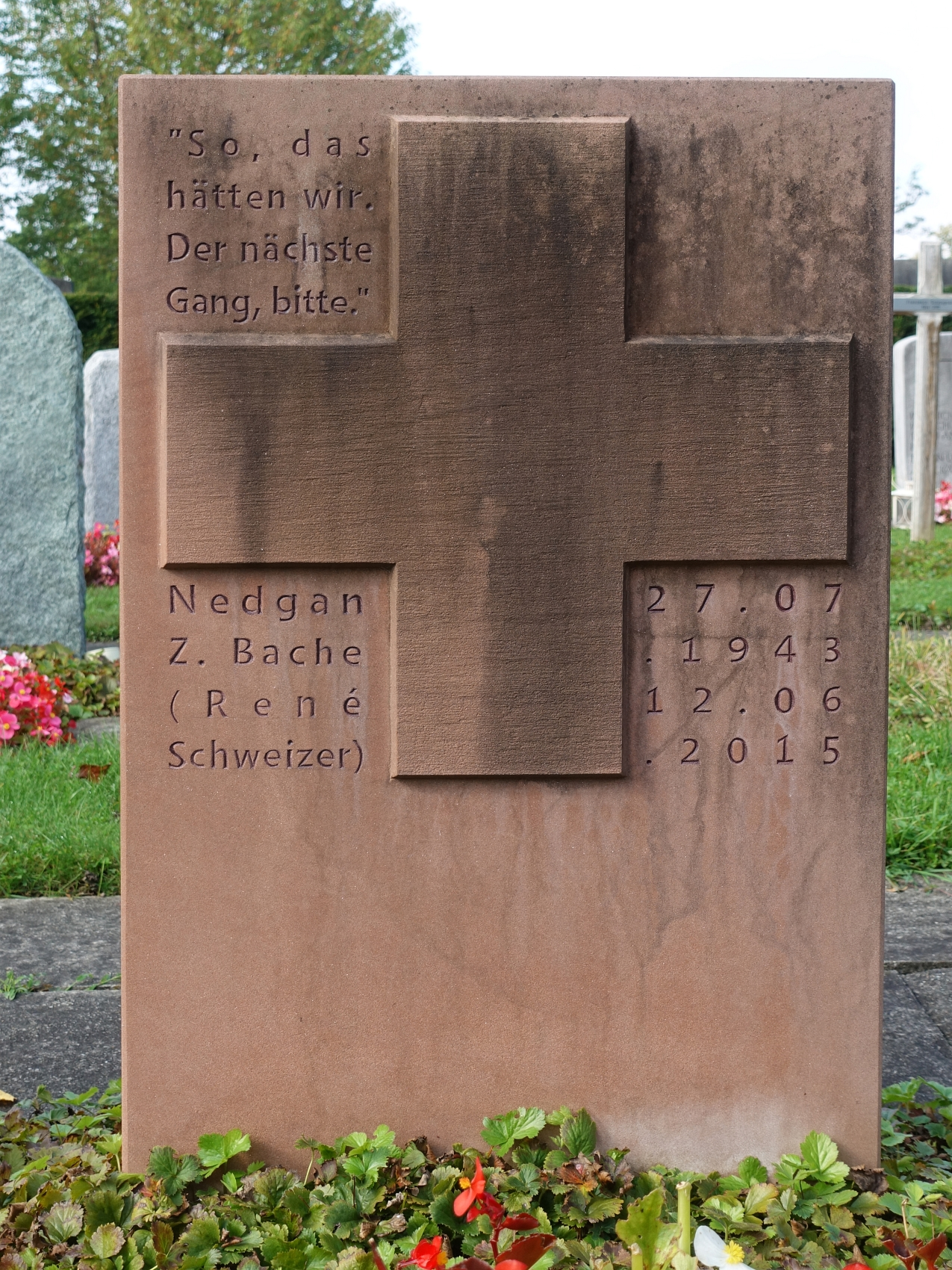
Grab, Friedhof am Hörnli.

René Schweizer (* 27. Juli 1943 in Basel; † 12. Juni 2015 ebenda) war ein Schweizer Schriftsteller, Aktionskünstler und Selbstdarsteller.
Schweizer wurde – ähnlich wie nach ihm Winfried Bornemann in Deutschland – bekannt für seine Juxbriefe an Behörden, Unternehmen und andere Institutionen, die er, mitsamt den Antworten, in seinen Schweizerbüchern veröffentlichte.
Die im Basler Volksmund am weitesten verbreitete Anekdote handelt davon, dass er am Barfüsserplatz seinen Verstand verloren hatte – «er ist rot mit gelben Tupfen und hört auf den Namen Erwin» –, worauf das Fundbüro eine Verlustanzeige ausstellte.
Seine letzte Ruhestätte fand er auf dem Friedhof am Hörnli.

## Werke
- Ein Schweizerbuch. Käppeli, Basel 1977
- Ein Schweizerkäse. Verlag Matthyas Jenny, Basel 1978
- Das GAGAistische Manifest. Die Neue Schrift zur Verblüffung des Erdballs. Sphinx (pocket 3), Basel 1979
- Ein Schweizerbuch 2. Eigenverlag, Basel 1982
- Ein Schweizerbuch 3. Eigenverlag, Basel 1982
- Alles Gute und viel Glück. Roman. Nachtmaschine, Basel 1985
- Ein Schweizerbuch 4. Eigenverlag, Basel 1993
- Ein Schweizerbuch. Die besten Briefwechsel aus 30 Jahren taktischem Wahnsinn. Der Gesunde Menschenversand, Bern 2004, ISBN 3-9521517-7-7
- Die Säuferin. Nachtmaschine, Basel 2006, ISBN 3-85816-120-9